# Zanzibar (roman)
„Zanzibar” (1968) (titlu original „Stand on Zanzibar”) este o distopie aparținând Noului Val din science fiction scrisă de John Brunner. Cartea a câștigat premiul Hugo pentru „cel mai bun roman” în 1969, la al 27-lea Worldcon, precum și premiul BSFA în același an și premiul Tour-Apollo în 1973.

## Descriere
O carte de dimensiuni mari, Zanzibar a reprezentat o inovație în cadrul genului prin amestecarea narațiunii cu capitole dedicate furnizării informațiilor despre cadrul acțiunii, construind cadrul lumii viitorului prin intermediul unei prezentări complexe și multi-fațetate. Capitolele bogate în informații au fost deseori construite din paragrafe scurte, propoziții, sau preluări din slogane, frânturi de conversație, reclame, cântece, fragmente din ziare și cărți. Rezultatul duce cu gândul la bombardamentul informațional.
Însăși narațiunea urmărește viețile mai multor personaje, atent alese pentru a radiografia lumea viitorului. Unele dintre ele interacționează cu acțiunea principală, în timp ce altele adaugă profunzime lumii lui Brunner. Autorul a preluat tehnica din U.S.A. Trilogy a lui John Dos Passos. Pe prima pagină a romanului, Brunner oferă un citat din Galaxia Gutenberg a lui Marshall McLuhan care aproximează această tehnică, intitulându-o "Maniera Innis".

### Titlul
Elementul principal al romanului îl constituie suprapopularea și consecințele ei, titlul făcând referire la o aserțiune de la începutul secolului al XX-lea conform căreia populația lumii ar putea încăpea pe Insula Wight (cu o suprafață de 381 km2) dacă toți oamenii ar sta în picioare. Brunner a observat că populația în creștere a globului necesită acum o insulă mai mare — cei 3,5 miliarde de oameni existenți în 1968 putând sta pe Insula Man (cu o suprafață de 572 km2), în timp ce cele 7 miliarde estimate de el pentru 2010 ar încăpea în Zanzibar (cu o suprafață de 1.554 km2).
De-a lungul cărții, imaginea întregii rase stând umăr lângă umăr pe o mică insulă reprezintă o metaforă a unei lumi înghesuite, în care fiecare persoană se simte prizoniera unei celule care nu e înconjurată cu gratii, ci cu alte ființe umane. Către finalul cărții, o parte a acestei mulțimi îngenunchează (metaforic) în Oceanul Indian care înconjoară insula.

### Structura
La fel ca în opera lui Dos Passos, capitolele încep cu una dintre următoarele rubrici:
- Continuitate - capitole care conține mare parte din firul narativ liniar.
- Urmărind detaliile - asemănătoare secțiunilor fotografice ale lui Dos Passos, aceste capitole se focalizează asupra unor personaje înainte ca ele să devină parte a narațiunii principale, sau servesc pentru a creiona imaginea lumii.
- Lumea evenimențială - capitole cuprinzând colaje de pasaje descriptive scurte, uneori formate dintr-o singură propoziție. Intenția lor este de a surprinde situațiile vibrante, zgomotoase, uneori efemere care apar la nivel mondial. În acest mod sunt prezentate unele elemente ale narațiunii, momentele întâlnirii unora dintre personaje sau al schimbării radicale în direcția narațiunii.
- Context - după cum le spune și numele, aceste capitole furnizează detalii despre cadrul romanului. Ele cuprind titluri imaginare, anunțuri și citate din operele personajului Chad C. Mulligan, un sociolog care face aprecieri legate de ceea ce îl înconjoară[3], precum și - cum e cazul unui capitol - titulri reale din anii '60.

### Intriga
Acțiunea se petrece în cea mai mare parte în Statele Unite ale Americii, în anul 2010. O serie de fire narative și viniete se bazează pe extrapolările făcute de Brunner pornind de la tendințele sociale, economice și tehnologice. Principala tendință de la care pornește este aceea a creșterii accelerate a populației și a impactului fenomenului: stresul social, legislația eugenică, diviziunea socială pe scară largă, șocul viitorului și extremismul. Unele dintre presupunerile lui Brunner s-au dovedit destul de corecte, altele nu, iar unele dintre idei reflectă în mod evident viziunea anilor '60.
Sunt prezentate multe concepte, produse și servicii futuriste. Lexiconul Hipcrime și alte opere ale sociologului ficțional Chad C. Mulligan constituie o sursă frecventă pentru citate, iar elementele argotice sunt presărate pe întreaga desfășurare a cărții. Este introdusă chiar și o nouă tehnologie, reprezentând o formă de programare mentală.
Cartea se concentrează asupra a doi oameni din New York, Donald Hogan și Norman Niblock House. House devine director executiv al corporației atot-puternice General Technics și, folosindu-se de moștenirea afroamericană, avansează până în funcția de vice-președinte la vârsta de 26 de ani.
Hogan este un spion și împarte apartamentul cu House, acoperirea sa fiind aceea de student.
Cele două fire narative principale se referă la statul african fictiv Beninia (un nume care amintește de Benin din lumea noastră, deși la data scrierii cărții el era cunoscut sub numele de Dahomey), care face un târg cu General Technics de a prelua administrarea țării, pentru a-i accelera dezvoltarea de la stadiul lumii a treia la cel de țară dezvoltată.
O acțiune secundară importantă este legată de o descoperire majoră în domeniul ingineriei genetice, realizată în națiunea fictivă Yatakang (care pare a fi Indonezia), pe care Hogan este trimis de către guvernul SUA să o investigheze. Firele narative se intersectează în cele din urmă, dând naștere la consecințe importante pentru întreaga lume.

### Cărți în cadrul cărții
De-a lungul romanului apar citate din cărțile lui Chad C. Mulligan, un fost sociolog devenit comentator social, pentru a ilustra sau a oferi un element de contrast celor prezentate. Cărțile sunt:
- Lexiconul Hipcrime — "Hipcrime" este unul dintre neologismele lui Mulligan.
- Ești un Idiot Ignorant — o serie de vorbe de "bun simț" și mostre de înțelepciune.
- Mai bine? Decât?
- Tu: fiară — o carte de "știință popularizată", condensând știința psihologiei maselor, presiunea populară și imperativele biologice astfel încât cititorii pot înțelege mai bine mediul în care trăiesc și care aparține unei lumi cu o populație în continuă creștere.

## Referiri la istorie și geografie
- Puerto Rico și Filipine fac parte din Statele Unite ale Americii.
- Un război similar celui din Vietnam are loc în Filipine, între forțele americane și cele chineze. Chinezii s-au răspândit în peste 100 de insule, cea mai mare fiind Shongao, cu o suprafață de 1.790 km2, descrisă ca având forma unei săbii. Descrierea se potrivește insulei Palawan, care se află între Filipine și Sarawak.
- Câteva țări africane post-coloniale s-au unit pentru a șterge granițele artificiale impuse anterior de puterile coloniale. Printre acestea se numără Dahomalia (Dahomey, Volta Superioară, Mali) și o uniune realizată între Nigeria și Ghana. Aceste țări noi au devenit rivale din punct de vedere economic și militar, țara fictivă Beninia fiind prinsă la mijloc între ele.

## Opinii critice
Algis Budrys a declarat că Zanzibar "îți taie respirația", afirmând că romanul "se încheagă aparent fără efort, creionând un viitor imediat după voie, despre care Brunner te convinge că așa va fi", Galaxy Science Fiction, mai 1969, pp. 138–40</ref>
Greg Bear a lăudat Zanzibar la treizeci de ani după apariția lui ca fiind un roman science fiction care, în mod neobișnuit, nu a devenit depășit de când a fost publicat: "Nu este chiar viitorul pe care ni-l imaginăm, dar e la fel de proaspăt ca în 1968 și asta este o realizare de excepție!"

## Traduceri în limba română
- 1995 - Zanzibar, Ed. Nemira, colecția "Nautilus", nr. 86, traducere Sorin Moise, 512 pag., ISBN 973-9177-36-0
- 2006 - Zanzibar, Ed. Nemira, colecția "Nautilus", traducere Sorin și Angela Moise, 768 pag., ISBN 978-973-569-888-1